# Dragged into Sunlight
Dragged into Sunlight ist eine 2006 gegründete Black-Doom- und -Metal-Band.

## Geschichte
Dragged into Sunlight wurde 2006 in Großbritannien gegründet. Eine exaktere regionale oder gar lokale Herkunft nehmen die Bandmitglieder, die nach eigenen Angaben mehrere hundert Kilometer auseinander leben und arbeiten, nicht vor. Dennoch wird in Rezensionen gelegentlich Liverpool als Heimatstadt der Gruppe benannt. Die Namen der Mitglieder sind nicht bekannt. Auf Veröffentlichungen werden die Mitglieder durch einzelne Buchstaben kenntlich gemacht. Entsprechend ist keine Gründungsgeschichte publik.
Im Jahr 2008 veröffentlichte die Band Terminal Aggressor, eine limitierte Split-MC mit  Kas Mana. Im folgenden Jahr erschien das Debütalbum Hatred for Mankind via Mordgrimm Records. In den Jahren darauf begann die Gruppe, europaweit zu touren, zumeist als Vorgruppe für Bands wie EyeHateGod, Weedeater, Black Cobra, Rwake, Today Is the Day und Soilent Green. Prosthetic Records bemühte sich 2010 um eine Neuaufnahme und Wiederveröffentlichung des Albums. Die Neuaufnahme wurde von Billy Anderson (EyeHateGod, Weedeater, Melvins, Sunn O)))) gemastert und von Tom Dring (Magpyes, Horsebastard, Wizard of Misery) produziert. Mit der Veröffentlichung über Prosthetic Records erlange die Gruppe internationale Anerkennung. Hatred for Mankind wurde daraufhin vielfach besprochen und in Rezensionen mittelmäßig bis gut bewertet.
Im Jahr 2012 bestritt die Gruppe international Festival-Auftritte bei populären Veranstaltungen des Extreme und Doom Metals wie dem niederländischen Roadburn Festival, dem portugiesischen SWR Festival oder dem amerikanischen Maryland Deathfest. Ebenfalls 2012 erschien mit Widowmaker ein Album, das ein vierzigminütiges Stück enthielt und als Beginn einer Trilogie angekündigt wurde. Widowmaker wurde überwiegend positiv besprochen.
2015 erschien mit NV eine weitere Split-EP, diesmal mit Gnaw Their Tongues. Daraufhin tourte die Gruppe mehrmals international, teils als Hauptact, teils als Vorgruppe für populärere Bands wie Mayhem.

## Konzept
Als generelle Motivation für das Bandprojekt nennen die Musiker „eine Möglichkeit zu haben, [sich] vom Alltagstrott zu reinigen“ und mit von ihnen geschätzten Bands aufzutreten. Das gestalterische und lyrische Auftreten der Gruppe ist insbesondere durch die Themenkomplexe Drogenkonsum und Satanismus geprägt. Dabei negiert die Gruppe einen religiösen oder politischen Glauben und verweist lediglich auf eine offene Sinnsuche, Misanthropie und Nihilismus. Die Mitglieder der Band bleiben bewusst anonym und geben keine Informationen zu den beteiligten Personen preis. Öffentlich tritt die Band mit Sturmhauben in Erscheinung. Zu Auftritten spielen die Musiker mit dem Rücken zum Publikum. Die Konzerte werden kaum beleuchtet. Ein vereinzeltes Stroboskop sowie Kerzen bilden die reguläre Bühnenbeleuchtung. Die Musiker beschreiben ihre Anonymität indes zum Teil als Element des konzeptionellen Ansatzes, bei dem sich die Gruppe als Projektionsfläche ohne greifbaren Inhalt anbietet, die Anonymität zugleich als Schutz der eigenen Persönlichkeitsrechte sowie als Möglichkeit fungiert, sich ungehemmt auszudrücken.

„Es gibt kein Image, keinen Kern, nichts. Es ist komplett nackt, du kannst daraus machen, was du willst. Während wir in Unheil schwelgen, ist DRAGGED INTO SUNLIGHT ein Umriss dieses Bildes und wir mixen Arbeit und Vergnügen nicht.“

„Anonymität hilft, eine Vision ohne Kompromisse zu erschaffen, da nichts zurück gehalten [sic!] werden muss.“

## Stil
Die Musik von Dragged into Sunlight wird als Crossover aus Sludge, Crustcore, Doom und Black Metal beschrieben. Vergleiche werden insbesondere zu Celtic Frost gezogen. Selbst benennt die Gruppe Einflüsse von Iron Monkey, Broken Hope und Ulver.
Der Klang der Band gilt als roh, wild, unstrukturiert, „gnadenlos und unkommerziell“. Der Gesang ist ausschließlich guttural und erstreckt sich von schrillen Schreien und Growling bis hin zu Gekeife und Gebrüll. Dennoch nehme der Gesang eine nachrangige Rolle gegenüber der dominanten Instrumentierung ein. Die Musik orientiere sich an einer aggressiven Atmosphäre. Um diese zu vermitteln dienen unter anderem „die fast schon im Übermaß eingesetzten Samples, die aus Sprachaufzeichnungen verschiedener Serienmörder“ und Soziopathen wie Charles Manson zusammengesetzt wurden. Das Gitarrenspiel wird als vornehmlich disharmonisch und zäh umschrieben, allerdings nicht ohne Überraschung „mit äußerst dominanten Leads in beinahe schon melodische Gefilde“ zu bieten. Das Schlagzeugspiel hingegen sei überwiegend druckvoll und aggressiv.

„Es entsteht die bösartigste Doom-Vorstellung seit Urzeiten, mit polterndem, wüstem Drumming, schleppenden, kriechenden, rohen Riffs, derb verzerrtem Bass, irrem Geschrei und heftigem, tiefen Gewürge.“

## Diskografie
- 2009: Terminal Aggressor (Kollaborations-EP mit Kas Mana, Selbstverlag)
- 2009: Hatred for Mankind (Album, Mordgrimm)
- 2012: WidowMaker (Album, Prosthetic Records)
- 2015: NV (Kollaborations-EP mit Gnaw Their Tongues, Prosthetic Records)